# Pamiątka (województwo wielkopolskie)
Pamiątka – wieś w Polsce położona w województwie wielkopolskim, w powiecie konińskim, w gminie Wierzbinek.
W latach 1975–1998 miejscowość administracyjnie należała do województwa konińskiego. W roku 2011 liczyła (jako miejscowość statystyczna wraz ze wsiami Julianowo i Posada) 113 mieszkańców, w tym 53 kobiety i 60 mężczyzn.            
W Pamiątce znajduje się cmentarz ewangelicki w lesie 200m na północ od drewnianego wiatraka znajdującego się tuż przy drodze asfaltowej.
Na terenie gminy Wierzbinek znajduje się złoże kruszywa naturalnego „Pamiątka”.